# Monobrachiidae
Monobrachium es un género de hidroides. Estos cnidarianos marinos son el único género de la familia Monobrachiidae.

## Especies
El género posee las siguientes especies:
- Monobrachium antarcticum Robins, 1972
- Monobrachium drachi Marche-Marchad, 1963
- Monobrachium parasitum Mereschkowsky, 1877